# Modena Football Club 1955-1956
Questa pagina raccoglie le informazioni riguardanti il Modena Football Club nelle competizioni ufficiali della stagione 1955-1956.

## Stagione
Nella stagione 1955-1956 il Modena disputò il quindicesimo campionato di Serie B della sua storia.

## Divise
| 1ª maglia |

## Organigramma societario
Area direttiva
- Presidente: Alessandro Bonaccini

Area tecnica
- Allenatore: Paolo Todeschini (fino all'8 novembre 1955), poi Giuliano Grandi[2]

## Rosa
| N. |                   | Ruolo | Calciatore            |
| -- | ----------------- | ----- | --------------------- |
|    | Italia (bandiera) | P     | Alfredo Franci        |
|    | Italia (bandiera) | P     | Mario Grandi          |
|    | Italia (bandiera) | D     | Renato Braglia        |
|    | Italia (bandiera) | D     | Gianni Grossi         |
|    | Italia (bandiera) | D     | Franco Martinelli (I) |
|    | Italia (bandiera) | D     | Araldo Pirola         |
|    | Italia (bandiera) | C     | Mario Aizpuru         |
|    | Italia (bandiera) | C     | Osvaldo Biancardi     |
|    | Italia (bandiera) | C     | Oriello Lugli         |
|    | Italia (bandiera) | C     | Angelo Ottani         |
|    | Italia (bandiera) | C     | Luigi Robotti         |

| N. |                   | Ruolo | Calciatore           |
| -- | ----------------- | ----- | -------------------- |
|    | Italia (bandiera) | C     | Lino Sentimenti (VI) |
|    | Italia (bandiera) | C     | Euro Zambarda        |
|    | Italia (bandiera) | A     | Giorgio Barbolini    |
|    | Italia (bandiera) | A     | Basilio Cabas        |
|    | Italia (bandiera) | A     | Gaetano Gaeta        |
|    | Italia (bandiera) | A     | Antonio Giammarinaro |
|    | Italia (bandiera) | A     | Gianni Goldoni       |
|    | Italia (bandiera) | A     | Evaristo Malavasi    |
|    | Italia (bandiera) | A     | Adelmo Ponzoni       |
|    | Italia (bandiera) | A     | Luigi Scarascia      |

## Risultati

### Serie B

#### Girone d'andata
| Arbitro: | Perego (Milano) |

|                |           |  |
| Puccinelli 76’ | Marcatori |  |

| Arbitro: | Griggi (Brescia) |

|                       |           |  |
| Sanna 43’ Regalia 74’ | Marcatori |  |

| Arbitro: | Smorto (Reggio Calabria) |

|               |           |            |
| Scarascia 14’ | Marcatori | 25’ Bretti |

| Arbitro: | Ferrari (Milano) |

|               |           |  |
| Scarascia 61’ | Marcatori |  |

| Arbitro: | Guarnaschelli (Pavia) |

|            |           |  |
| Buzzin 81’ | Marcatori |  |

| Arbitro: | Menchini (Udine) |

|               |           |                |
| Barbolini 48’ | Marcatori | 18’ Bettini II |

| Arbitro: | Boati (Milano) |

|  |           |                                        |
|  | Marcatori | 39’, 85’ Barbolini 87’ (aut.) Galletti |

| Arbitro: | Piemonte (Monfalcone) |

|  |           |             |
|  | Marcatori | 59’ Maselli |

| Arbitro: | Boati (Milano) |

|               |           |  |
| Scarascia 88’ | Marcatori |  |

| Arbitro: | Canepa (Genova) |

|           |           |                         |
| Borri 25’ | Marcatori | 17’ (rig.) Giammarinaro |

| Arbitro: | Mori (Cremona) |

|          |           |               |
| Darin 8’ | Marcatori | 40’ Scarascia |

| Arbitro: | Perego (Milano) |

|               |           |                 |
| Barbolini 86’ | Marcatori | 32’ (rig.) Erba |

| Arbitro: | Marangio (Roma) |

|             |           |           |
| Buratti 71’ | Marcatori | 19’ Gaeta |

| Arbitro: | Piemonte (Monfalcone) |

|                                          |           |               |
| Robotti 47’ Giammarinaro 67’ Ponzoni 70’ | Marcatori | 25’ Bettolini |

| Arbitro: | Ferrari (Milano) |

|                              |           |                            |
| Menegotti 7’, 38’ Secchi 50’ | Marcatori | 20’ Giammarinaro 89’ Gaeta |

| Alessandria 22 gennaio 1956 | Alessandria    | 0 – 0 | Modena | Stadio Giuseppe Moccagatta\| Arbitro: \| Mori (Cremona) \| |
| Arbitro:                    | Mori (Cremona) |       |        |                                                            |

| Arbitro: | Grignani (Milano) |

|                          |           |            |
| Sentimenti VI 44’ (rig.) | Marcatori | 25’ Bressa |

#### Girone di ritorno
| Arbitro: | Gambarotta (Genova) |

|                                                                           |           |             |
| Barbolini 27’, 44’, 68’, 73’ Malavasi 42’ Cabas 49’, 69’ Gaeta 80’ (rig.) | Marcatori | 67’ Simonti |

| Arbitro: | Guarnaschelli (Pavia) |

|                                        |           |                |
| Cabas 19’ Barbolini 50’ Gaeta 53’, 77’ | Marcatori | 59’ Ghersetich |

| Arbitro: | Smorto (Reggio Calabria) |

|                   |           |  |
| Baccalini 5’, 90’ | Marcatori |  |

| Arbitro: | Angelini (Firenze) |

|                                    |           |                  |
| Bassetti 10’, 50’ Klein 64’ (rig.) | Marcatori | 35’ Giammarinaro |

| Arbitro: | Grillo (Afragola) |

|  |           |                    |
|  | Marcatori | 78’ Poli 84’ Perli |

| Arbitro: | Annoscia (Bari) |

|                                       |           |                      |
| Lugli 3’ (aut.) Marra 35’ Bellini 81’ | Marcatori | 44’ (rig.) Barbolini |

| Arbitro: | Rebuffo (Milano) |

|                                  |           |  |
| Goldoni 47’ Barbolini 68’ (rig.) | Marcatori |  |

| Arbitro: | Maghernino (San Severo) |

|               |           |  |
| Pistacchi 50’ | Marcatori |  |

| Arbitro: | Marangio (Roma) |

|           |           |           |
| Grisa 65’ | Marcatori | 31’ Gaeta |

| Arbitro: | Moriconi (Roma) |

|               |           |            |
| Barbolini 28’ | Marcatori | 41’ Milani |

| Arbitro: | Alterio (Roma) |

|                                                    |           |  |
| Giammarinaro 8’ Barbolini 38’ (rig.) Scarascia 87’ | Marcatori |  |

| Arbitro: | Coppa (Mariano Comense) |

|  |           |          |
|  | Marcatori | 2’ Gaeta |

| Arbitro: | Adami (Roma) |

|          |           |             |
| Cabas 1’ | Marcatori | 60’ Badiali |

| Arbitro: | Angelini (Firenze) |

|                         |           |                            |
| Caprile 44’ Morelli 78’ | Marcatori | 5’ Cabas 55’ Sentimenti VI |

| Arbitro: | Guarnaschelli (Pavia) |

|  |           |                                         |
|  | Marcatori | 10’ Bredesen 71’ Fontanesi 86’ Castaldo |

| Arbitro: | Coppa (Mariano Comense) |

|                                                |           |               |
| Goldoni 4’ Ponzoni 20’ Gaeta 74’ Scarascia 86’ | Marcatori | 37’ Redegalli |

| Valdagno 10 giugno 1956 | Marzotto            | 0 – 0 | Modena | Stadio dei Fiori\| Arbitro: \| Gambarotta (Genova) \| |
| Arbitro:                | Gambarotta (Genova) |       |        |                                                       |

## Statistiche

### Statistiche di squadra
| Competizione | Punti | In casa | In casa | In casa | In casa | In casa | In casa | In trasferta | In trasferta | In trasferta | In trasferta | In trasferta | In trasferta | Totale | Totale | Totale | Totale | Totale | Totale | DR |
| Competizione | Punti | G       | V       | N       | P       | Gf      | Gs      | G            | V            | N            | P            | Gf           | Gs           | G      | V      | N      | P      | Gf     | Gs     | DR |
| ------------ | ----- | ------- | ------- | ------- | ------- | ------- | ------- | ------------ | ------------ | ------------ | ------------ | ------------ | ------------ | ------ | ------ | ------ | ------ | ------ | ------ | -- |
| Serie B      | 33    | 17      | 8       | 6       | 3       | 32      | 16      | 17           | 2            | 7            | 8            | 14           | 22           | 34     | 10     | 13     | 11     | 46     | 38     | +8 |

### Statistiche dei giocatori
| Giocatore          | Serie B | Serie B |
| Giocatore          | Pres    | Gol     |
| ------------------ | ------- | ------- |
| G. Barbolini       | 30      | 13      |
| O. Biancardi       | 33      | 0       |
| R. Braglia         | 25      | 0       |
| B. Cabas           | 15      | 5       |
| A. Franci          | 14      | -18     |
| G. Gaeta           | 27      | 9       |
| A. Giammarinaro    | 24      | 4       |
| G. Goldoni         | 9       | 2       |
| M. Grandi          | 20      | -20     |
| G. Grossi          | 4       | 0       |
| O. Lugli           | 14      | 0       |
| E. Malavasi        | 17      | 1       |
| F. Martinelli (I)  | 30      | 0       |
| A. Ottani          | 3       | 0       |
| A. Pirola          | 28      | 0       |
| A. Ponzoni         | 29      | 2       |
| L. Robotti         | 22      | 1       |
| L. Scarascia       | 19      | 6       |
| L. Sentimenti (VI) | 10      | 2       |
| E. Zambarda        | 1       | 0       |